# Manchester (Village)
Manchester ist ein Village in der Town Manchester im Bennington County des Bundesstaates Vermont in den Vereinigten Staaten mit 783 Einwohnern (laut Volkszählung des Jahres 2020). Das Village Manchester liegt zentral in der Town Manchester. Nördlich grenzt Manchester Center an und der Batten Kill verläuft an der östlichen Grenze des Villages. Das Zentrum des Villages wurde im Jahr 1984 ins National Register of Historic Places aufgenommen. Es umfasst 65 Gebäude, die zum Schutzstatus beitragen und 19 Gebäude, die nicht dazu gehören und umfasst eine Fläche von etwa 90 Hektar. Herzstück des Historic District ist das als Einzelgebäude geschützte Equinox House.

## Geschichte

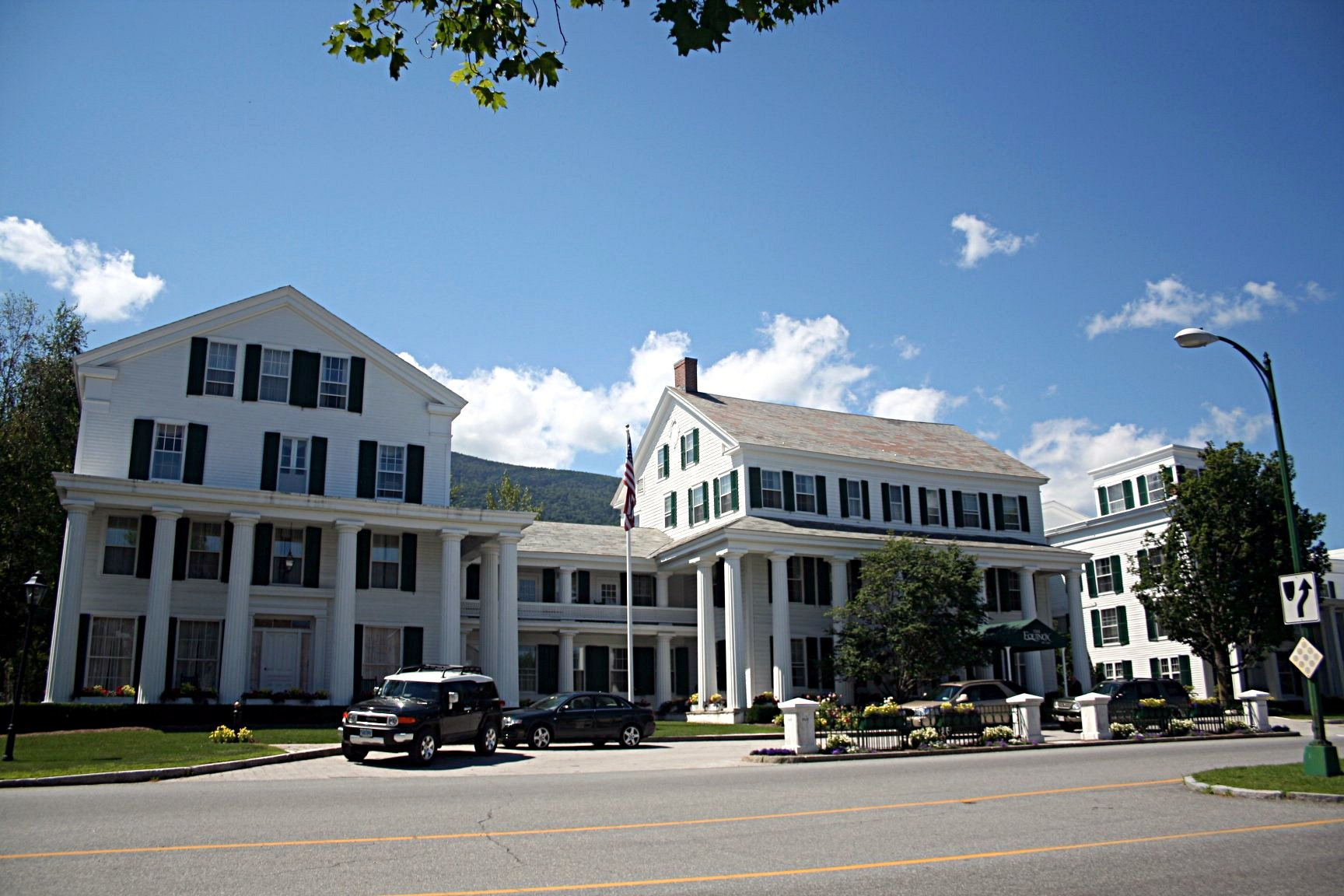
Equinox House Manchester Village

Der Grant für Manchester wurde am 11. August 1761 im Rahmen der New Hampshire Grants von Benning Wentworth vergeben. Er umfasste 26.240 Acre (10.619 Hektar). Die Besiedlung im Village startete 1761. Bis 1850 bestand der Kern des Villages aus vielen Inns und Tavernen. Durch die Eröffnung des Equinox House änderte sich das Bild des Villages und zunehmend kamen Touristen nach Manchester. Aus dem Jahr 1850 ist der älteste Bürgersteig aus Marmor erhalten.

### Einwohnerentwicklung
| Jahr      | 1900 | 1910 | 1920 | 1930 | 1940 | 1950 | 1960 | 1970 | 1980 | 1990 |
| --------- | ---- | ---- | ---- | ---- | ---- | ---- | ---- | ---- | ---- | ---- |
| Einwohner |      | 478  | 423  | 337  | 325  | 454  | 403  | 435  | 563  | 561  |
| Jahr      | 2000 | 2010 | 2020 | 2030 | 2040 | 2050 | 2060 | 2070 | 2080 | 2090 |
| Einwohner | 602  | 749  | 783  |      |      |      |      |      |      |      |

Volkszählungsergebnisse Manchester Village, Vermont